# Le Lycée Voyageur
Le Lycée Voyageur est un projet d'école du dehors et itinérante qui parcourt la Wallonie à bord d'un bus. Cette structure d'enseignement s'adresse à des adolescents de 14 à 20 ans qui habitent entre Charleroi et Dinant, pour leur permettre de réussir leur CESS via le jury central.
Inspiré de la série dessins animés « Le Bus Magique » et de la pédagogie Freinet, l'apprentissage de ce projet pilote se base sur une expérience de vie propice à l'apprentissage, faite de visites de lieux et de rencontres de personnes, grâce à des déplacements facilités par l'usage d'un bus attitré. Au-delà de sa mission éducative, le projet permet de lutter contre le décrochage scolaire tout en valorisant le milieu rural.
Soutenue par la Fondation Roi Baudouin, l'asbl « Éduquer demain » qui chapeaute le projet et s'occupe de la gestion du bus, permis au Lycée Voyageur, d'organiser sa première rentrée scolaire le 7 septembre 2022, avec pour programme de visiter le Bois du Cazier.